# Pajovë
Pajovë là một xã trong quận Peqin thuộc hạt Elbasan, Albania. Dân số năm 2005 là 7966 người.